# هينفيل (سويسرا)
هينفيل (بالألمانية: Hinwil) هي إحدى بلديات مقاطعة هينفيل في كانتون زيورخ في سويسرا، وتُعد عاصمة للمقاطعة. تبلغ مساحتها 22.31 كيلومتر مربع وعدد سكانها 11199 نسمة (حسب إحصاءات ديسمبر 2017).

## أعلام
- داني براند